# Zmiïv
Zmiïv (en ukrainien : Зміїв) ou Zmiev (en russe : Змиёв) est une ville de l'oblast de Kharkiv, en Ukraine, et le centre administratif du raïon de Tchouhouïv. Sa population s'élevait à 15 211 habitants en 2013.

## Géographie

### Situation
Zmiïv est située sur la rive droite de la Donets, à son point de confluence avec la rivière Mja. Elle se trouve à 34 km au sud de Kharkiv, et juste en aval de la commune urbaine de Zidky, qui lui est limitrophe à l'est.

### Transports
Zmiïv se trouve à 42 km de Kharkiv par le chemin de fer et à 40 km par la route.

## Histoire

### XXesiècle

#### Seconde Guerre mondiale
Pendant la Seconde Guerre mondiale, Zmiïv fut occupée par l'Allemagne nazie le 22 octobre 1941. Deux unités de partisans opérèrent dans la région. En mars 1943, le 1er bataillon de campagne indépendant tchécoslovaque, commandé par le colonel Ludvik Svoboda, défendit Zmiïv pendant la bataille de Sokolovo. Finalement la ville fut libérée le 18 août 1943.

#### Après la Seconde Guerre mondiale
La ville reçut le statut de ville en 1948. En 1976, Zmiïv fut renommée Hotvald (en ukrainien : Готвальд), en l'honneur du dirigeant communiste tchécoslovaque Klement Gottwald, mais aussi en souvenir de la participation du bataillon tchécoslovaque commandé par Ludvik Svoboda, devenu président de la Tchécoslovaquie.
En 1991, année de l'indépendance de l'Ukraine, la ville retrouva son ancien nom.

## Population
Recensements (*) ou estimations de la population :
| 1897* | 1923* | 1926* | 1939*  | 1959*  | 1970*  | 1979*  |
| ----- | ----- | ----- | ------ | ------ | ------ | ------ |
| 4 673 | 5 238 | 6 010 | 11 020 | 11 388 | 16 599 | 18 959 |

| 1989*  | 2001*  | 2011   | 2012   | 2013   | 2014   | 2015   |
| ------ | ------ | ------ | ------ | ------ | ------ | ------ |
| 20 031 | 17 063 | 15 305 | 15 270 | 15 211 | 15 160 | 15 049 |

| 2016   | 2017   | 2018   | 2019   | 2020   | 2021   | 2022   |
| ------ | ------ | ------ | ------ | ------ | ------ | ------ |
| 14 946 | 14 848 | 14 588 | 14 432 | 14 254 | 14 071 | 13 737 |

## Personnalités
- Igor Volk (1937–2017), cosmonaute soviétique né à Zmiïv.

## Lieux remarquables

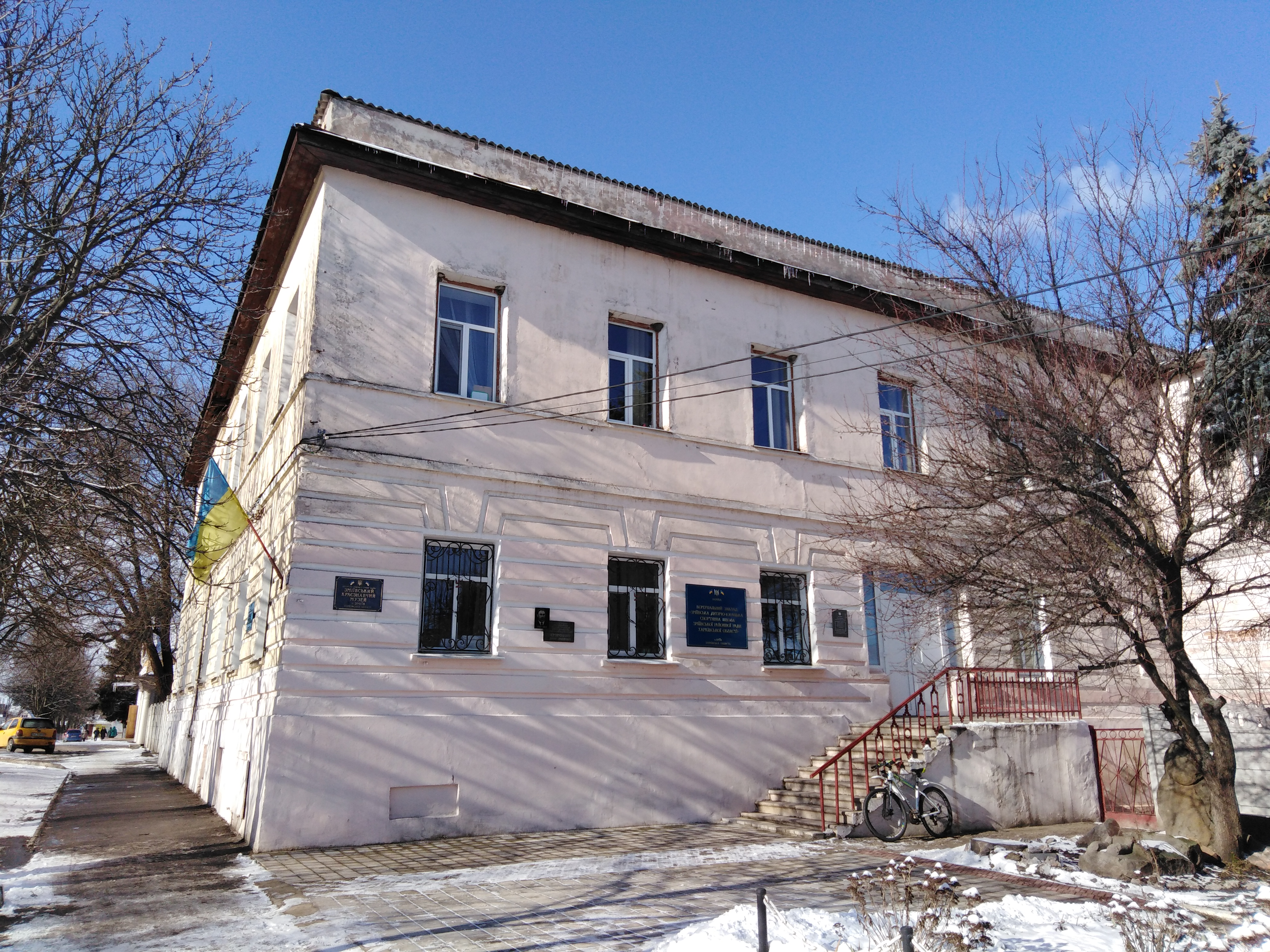
Le musée local,
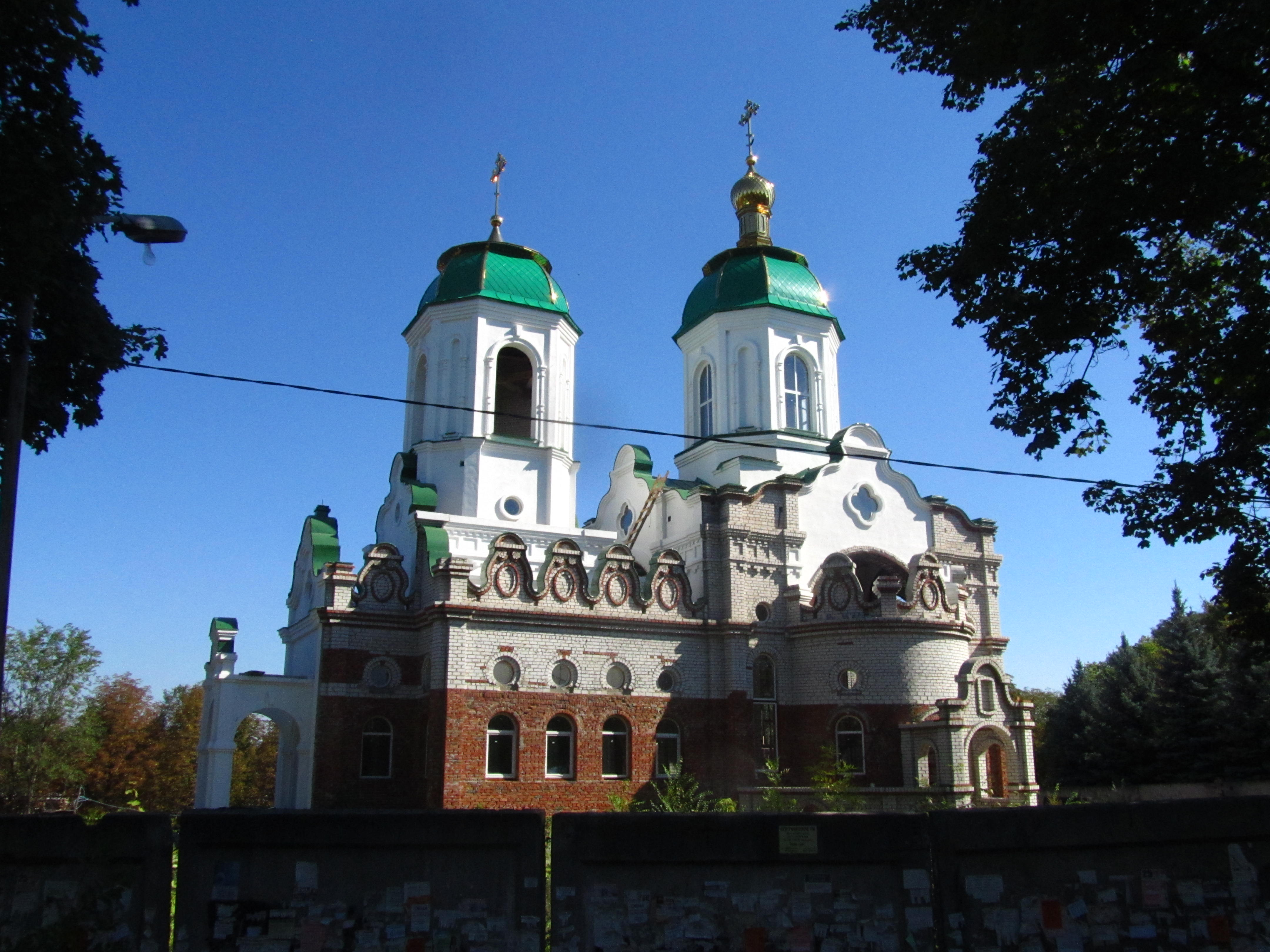
L'église de la Trinité, monument classé[4].
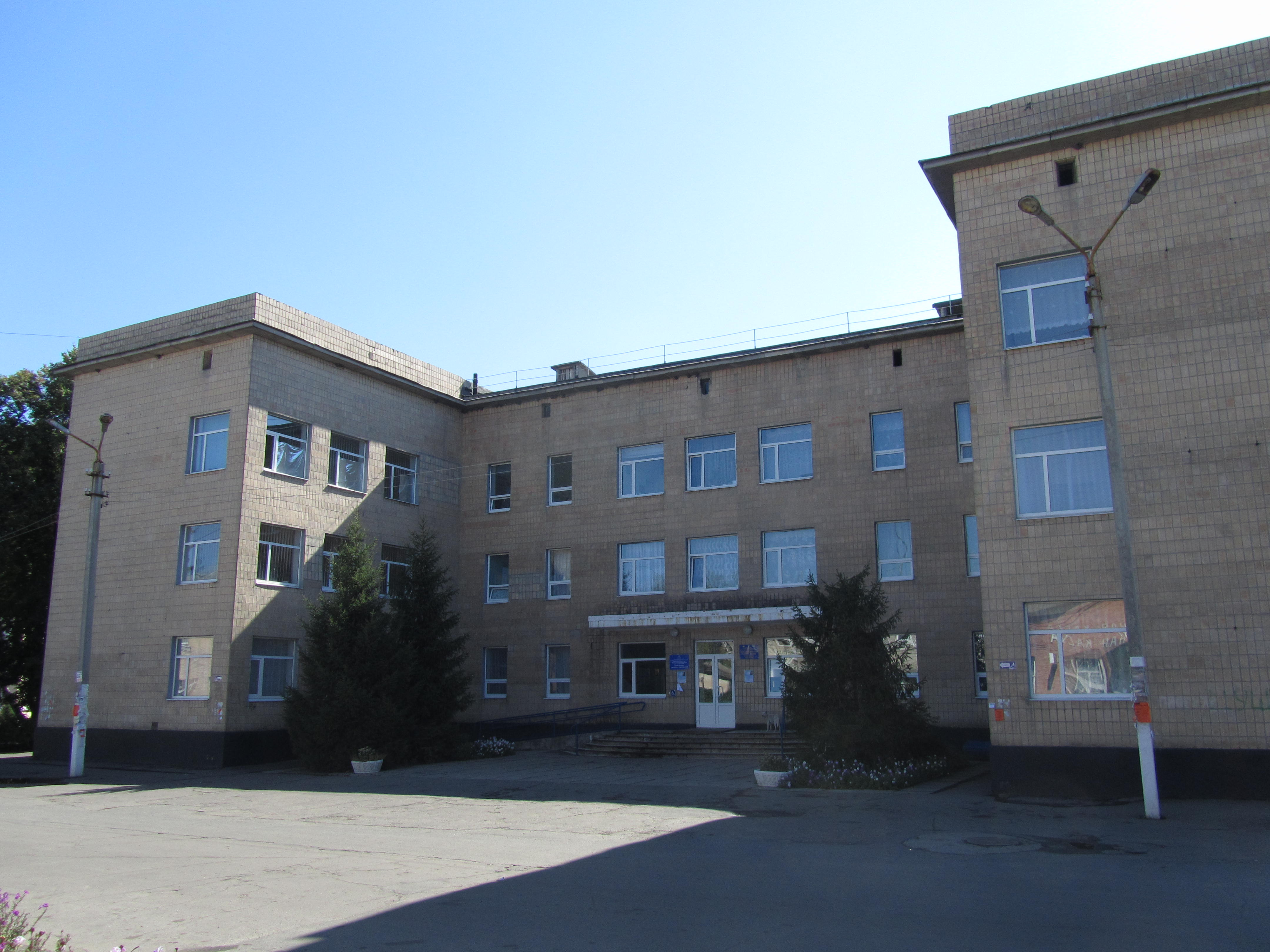
l'hôpital,
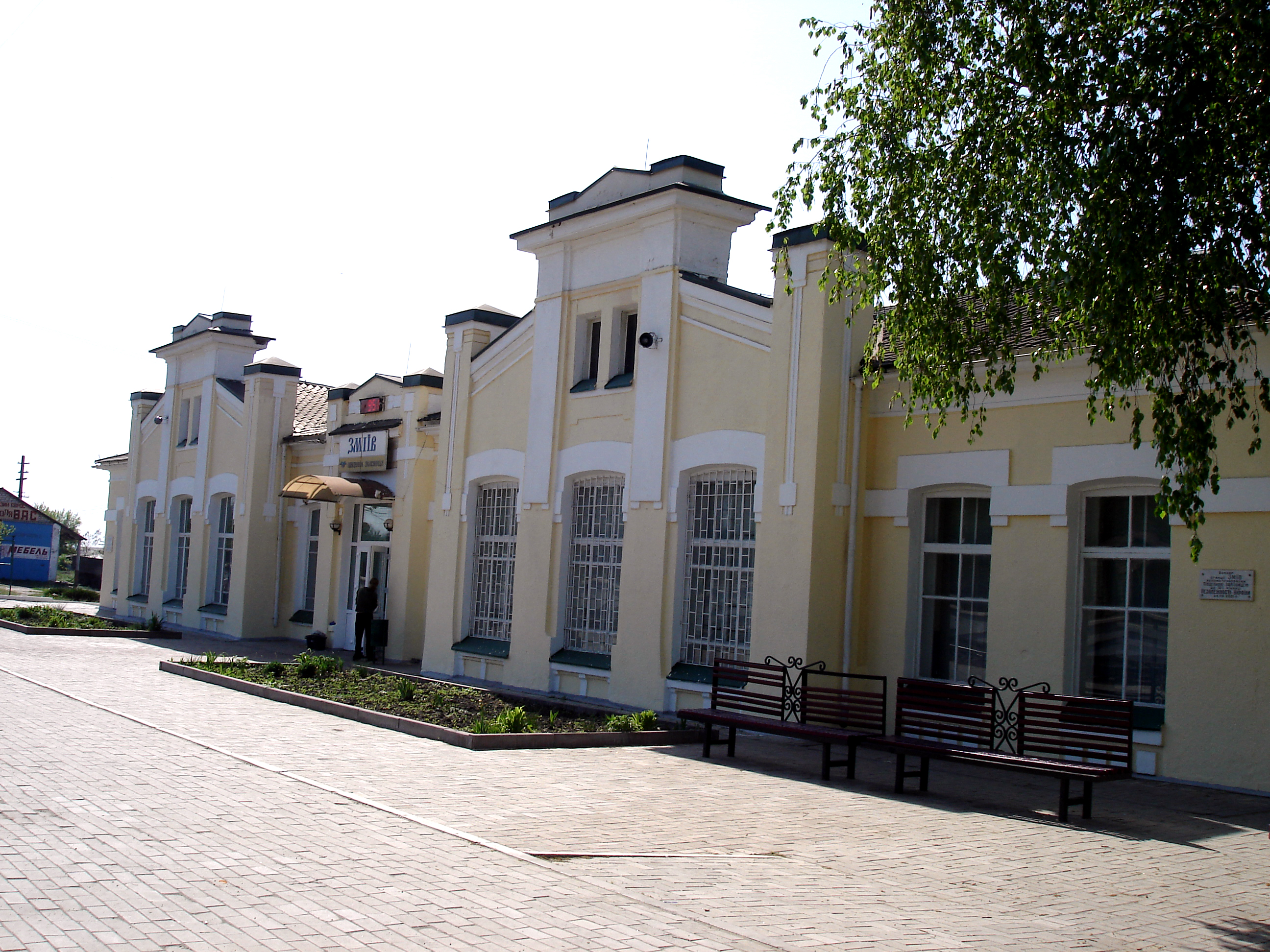
la gare, classée[5].